# Тамплієрський хрест

Тамплієрський хрест

Тамплієрський хрест (нім. Templerkreuz, Tatzenkreuz; фр. croix pattée, cross formée) — символ чернечо-лицарського Ордену тамплієрів. Різновид грецького хреста, розширеного на кінцях. Від середньовіччя використовується у військовій емблематиці християнських європейських країн. Також — лицарський хрест, кавалерський хрест (пол. krzyż kawalerski), козацький хрест[джерело?].

## Типи

Варіанти

Тамплієри
Орден Христа
Залізний хрест
Бундесвер
ЗСУ
Прапор Полтавської області

## Передісторія

### Печатка

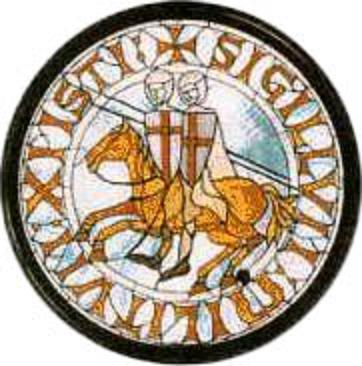
Печатка Ордена

На ранній печатці тамплієрів зображувався Єрусалимський Храм, а пізніше два вершники — лицар і паломник, що перебуває під його захистом. Згодом печатка змінилася і стала зображати двох лицарів на одному коні, що символізувало бідність і смиренність членів ордену. Пізніше, в XIV столітті, це зображення було розтлумачено як натяк на схильність тамплієрів до одностатевої любові, що зіграло свою роль в знищенні ордена.

### Прапор
Кольорами прапора тамплієрів були чорний і білий. Як саме виглядав прапор, точно невідомо, хоча існує декілька версій:
- Дві горизонтальні смуги — чорна зверху і біла знизу. Пізніше подібне забарвлення використовувалася на прапорі Прусського королівства;
- Декілька чорно-білих смуг, що чергуються між собою;
- Чорно-біла клітка, на зразок шахової дошки (підлоги в ложах напрямків сучасного франкмасонства, які вважають себе спадкоємцями тамплієрів, викладені подібним чином).

## Історія
В епоху, що передує заснуванню ордена (Перший хрестовий похід), вираз «хрестовий похід» ще не вживався. Учасники цих військових заходів для звільнення Гробу Господнього від влади мусульман називали себе пілігримами, або паломниками, а свої походи — паломництвом. Натхненник Першого хрестового походу, Папа римський Урбан II, що отримав послання з проханням про допомогу від василевса Візантії Олексія Комніна, володінням якого погрожували турки-сельджуки, зібрав в 1095 р. Клермонський собор всієї католицької церкви, де закликав учасників собору виступити в похід для захисту християн Сходу.

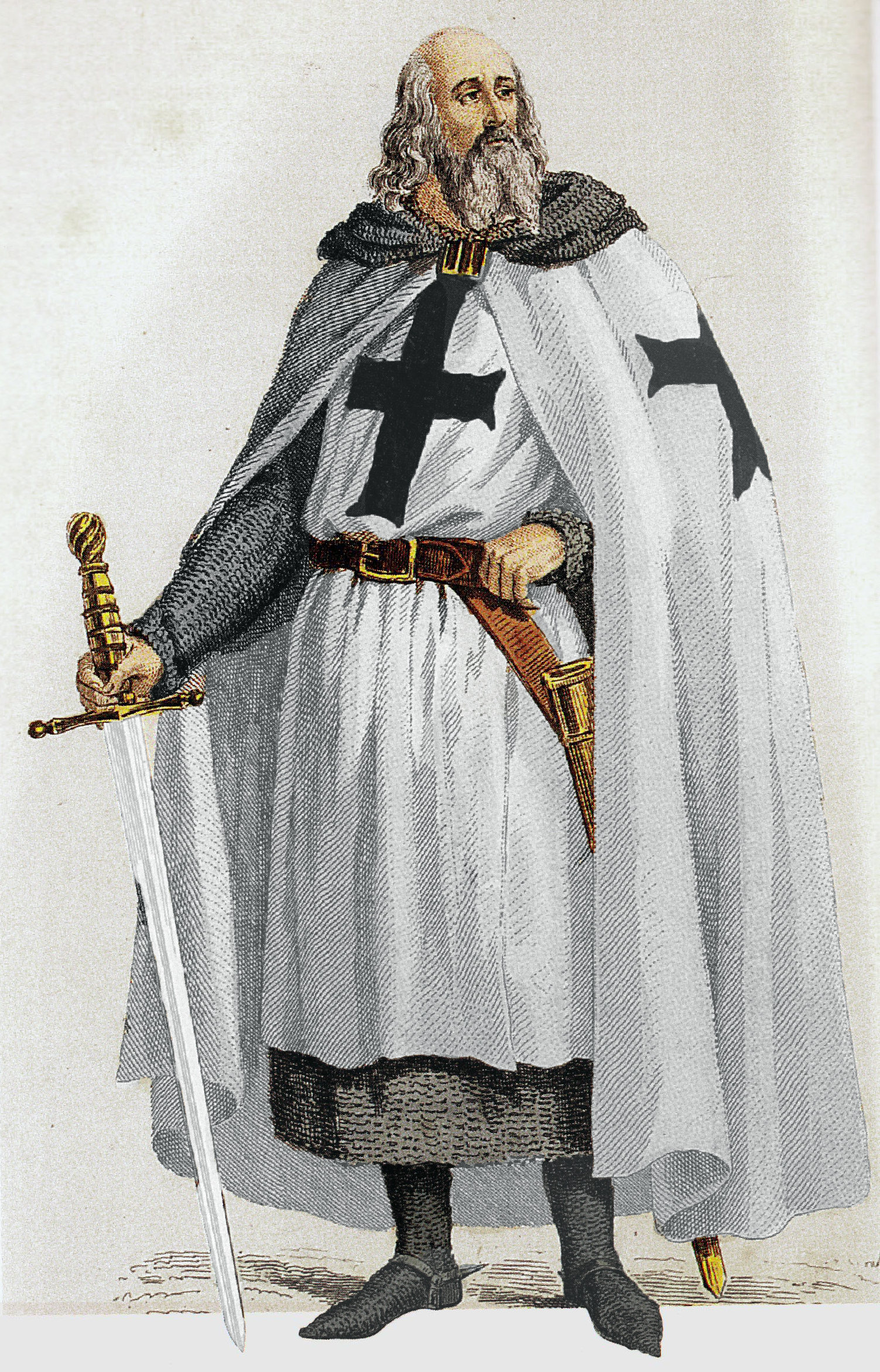
Останній великий магістр Ордена Жак де Моле в одязі з червоним хрестом

Під час своєї промови Папа, в пориві наснаги зірвавши з себе багряницю, став роздирати її на смужки і роздавати їх усім, що погодився виступити в похід. Ці смужки хрестоподібно нашивалися на одяг, тим самим символізуючи уподібнення Христу — виступили на Схід як ніби взяли на себе хрест і понесли його услід Спасителю. Зрозуміло, клаптиків від папського облачення на всіх охочих не вистачило, і іншим довелося виготовити собі хрести з іншої тканини, але, бажаючи бути схожими на тих небагатьох, які як би отримали паломницький хрест і благословення від самого папи, вони також використовували для своїх хрестів тканину червоного кольору. Пізніше, у міру поступової появи у паломників з різних країн Європи зачатків національної самосвідомості, червоні хрести на їх одязі і прапорах стали замінюватися хрестами інших кольорів.

Варіант тамплієрського прапора

Судячи із записів середньовічного хроніста Матвія Паризького, до XIII століття серед англійських хрестоносців утвердився червоний хрест (хрест Святого Георгія); серед французів — срібний або білий; серед італійців — жовтий або блакитний хрест; серед німців — чорний, серед фламандців — зелений, серед іспанців — пурпуровий, серед шотландців — срібний андріївський хрест. Крім цього були й винятки. Так, наприклад, лицарі Ордена Святого Лазаря в більшості своїй були італійцями, але носили на своїх чорних плащах з білою облямівкою хрест не блакитного, а зеленого кольору.
У той же час червоний хрест продовжував служити загальним символом всіх лицарів, готових пролити свою кров заради звільнення Святої землі, а тамплієри служили як би взірцем і символом всіх хрестоносців. Тому їх одіяння, щити і прапорці на списах прикрашали червоні хрести. Втім, збереглися зображення храмовників зі щитами чорно-білого забарвлення (на зразок їх картатого прапора), а також зі щитами, прикрашеними червоним хрестом на чорно-білому полі, а в деяких випадках — з хрестами не червоного, а чорного кольору, які утвердилися як емблеми іншого військово-чернечого ордену (Тевтонського).